# Charles Antoine de Bieberstein Rogalla Zawadsky
Charles Antoine, baron de Bieberstein Rogalla Zawadsky, né à Tongres le 25 avril 1796 et mort à Maastricht le 1er novembre 1880, est un militaire et homme politique néerlandais.

## Biographie
Il est le fils d'André-Ignace-Luc, ancien officier, et de Marie-Eugénie-Barbe van der Meer, fille du bourgmestre de Tongres. La famille de Bieberstein était originaire de Suisse. Il se marie à Henriette Bosch de Drakenstein, née à Utrecht le 9 septembre 1801, décédée à Maastricht, le 25 septembre 1878.

## Mandats et fonctions
- Membre des États du Limbourg et des Pays d'Overmaas : 1839-1850
- Membre des États provinciaux de Limburg : 1850-1853
- Membre de la Seconde Chambre des États généraux :  1858-1871

## Distinctions
- Chevalier de l'ordre de Saint-Sylvestre

## Notoriété
La correspondance qu'il entretient avec sa femme durant la révolution belge alors qu'il est capitaine dans les forces armées du royaume uni des Pays-Bas, est l'un des rares témoignages d'un officier belge resté fidèle au roi Guillaume Ier, tout en refusant de combattre ses compatriotes. Elle fut publiée par Charles Terlinden en 1952 dans un bulletin de la Commission royale d'Histoire.